# Jacobo Campos Piñeiro
Jacobo Campos Piñeiro (Vigo, 15 de març de 1981) és un futbolista gallec, que ocupa la posició de migcampista.

## Trajectòria
Destaca al Gran Peña, d'on ingressa a les categories inferiors del Celta de Vigo. Va passar pel Celta B i després va ser cedit al Pontevedra CF i a la SD Compostela. Amb l'equip compostel·là va debutar a Segona Divisió a la campanya 00/01, tot jugant 23 partits, la majoria de suplent i marcant un gol.
La temporada 01/02 retorna al Celta i passa al primer planter. Hi jugaria en un partit de primera divisió, contra l'Alavés, així com a la Copa Intertoto.
Sense lloc al Celta, va ser cedit la segona part de la temporada 01/02 al CD Leganés. El 2004 fitxa per la UD Salamanca, amb qui retorna a la categoria d'argent, tot jugant 24 partits, però, els castellans baixen a Segona B.
La temporada 06/07, el gallec deixa el Salamanca i fitxa pel Reial Oviedo, on romandria una temporada abans de recalar al Badalona. El 2008 retorna a Galícia per militar al modest Coruxo.